# Goniothalamus copelandii
Goniothalamus copelandii este o specie de plante din genul Goniothalamus, familia Annonaceae, descrisă de Elmer Drew Merrill. Conform Catalogue of Life specia Goniothalamus copelandii nu are subspecii cunoscute.